# Рабини у Београду
Рабини у Београду су још од 1540. године, као верски и опште образовани људи, били не само духовне вође, него често и лидери јеврејске заједнице са великим угледом. Таква њихова улога и позиција као верских али и световних лидера посебно је била изражена у времену до Првог светског рата.

## Увод
Општу функцију свештеника у јеврејској верској пракси обављају рабини и хахами.
Рабин (хебр. рав, רב) представља верски образовану особу на челу јеврејске заједнице, учитеља и врсног познаваоца јеврејске „Библије” односно „Танаха” (хебр. תנ”ך) и ”Талмуда” (хебр. תלמוד‎).
Хахам (хебр. חכם) је термин унутар јудаизма, којим се означава мудра особа (пре свега међу Сефардским Јеврејима) и онај који познаје законе и правила вере, а који не мора бити формално верски образован.  
Јешива  (хебр. ישיבה) је јеврејска верска образовна институција, место где се школују будући рабини и сви други окренути дубљем проучавању јудаизма. Функцију старешине и учитеља у јешиви могу обављати и рабин али и хахам.
Јеврејска заједница у Београду званично је основана 1521. године. А први верски учитељи свештеници-старешине, рабини и хахами, према историјским документима, помињу се од 1540. године.

## Списак рабина у Београду према доступним историјским документима

### 16. век
Од 1540. до 1570. године:
- Рабин Аврам Бењамин
- Хахам Јосеф бен Јицхак
- Хахам Јосеф бехор Шеломо
- Хахам Јосеф бехор Даниел
- Хахам Јосеф бен Јаков
- Хахам Моше бен Нахман

До 1580. године: Рабин Аврам Гаскон

### 17. век
До 1642. године: Рабин Јуда Лерма
До 1668. године: Рабин Симха Коен
Рабини и учитељи у Јешиви Лерме, Коена и Алмоснина:
- Хахам Ашер Конфорти
- Хахам Рафаел Парнаспал
- Хахам Јосеф Асео
- Хахам Арон Ешкенази
- Хахам Моше Коен

### 18. век
До 1740. године: Рабин Леви Јерушалми
До 1754. године: Рабин Натан Гинцбург
До 1781. године: Рабин Шеломо Шалем
До 1760. године: Рабин Давид Хајим Пардо
До 1788. године: Рабин Шеломо Монејан
До 1791. године: Рабин Јисахар Абулафија

### 19. век
До 1817. године: Рабин Хајим Давид Пинто
До 1830. године: Рабин Аврам Јицхак Пардо
До 1850. године: Рабин Јосеф Јицхак Финци
До 1865. године: Рабин Рафаел Јосеф Сасон
До 1872. године: Хахам Јаков Шалом Калдерон
До 1877. године: Хахам Аврам Јицхак Елија
До 1880. године: Хахам Јосеф Арон Амодај
До 1891. године: Хахам Јаков Јицхак Адања
До 1896. године: Хахам Јаков Розендорн
До 1898. године: Хахам Аврам Јисраел Биђерано

### 20. век
До 1910. године: Хахам Јулијус Фукс
До 1919. године: Хахам Јаков Моше Алтарац
До 1920. године: Хахам Јонас Голдман
До 1922. године: Хахам Моше Теста
До 1926. године: Хахам Аврам Моше Алкалај
До 1941. године:  Рабин Игњат Шланг (Јицхак Коен)
До 1941. године: Рабин др Исак Алкалај, врховни рабин Краљевине Југославије
Од 1945. до 1950. године: Рабин Цадик бен Даниел Данон
Од 1970. до 2005. године:  Рабин Цадик бен Даниел Данон

### 21. век
Од 1995. године до данас: Рабин Исак Асиел